# Mouria
Mouria is een Nederlandse uitgeverij die is opgericht in 2002. Het bedrijf is als een uitgeverij van Luitingh-Sijthoff onderdeel van NDC/VBK de uitgevers.
Mouria is een algemene literaire uitgeverij die ruim dertig titels per jaar uitbrengt, zowel fictie als non-fictie. Daarnaast was Mouria vanaf 2006 uitgever van het literaire tijdschrift De Tweede Ronde. De Tweede Ronde, dat van af het lentenummer van 2010 verscheen als KortVerhaal, werd in 2013 opgeheven.

## Auteurs
Enkele auteurs bij Mouria zijn:
- Alaa Al Aswani
- Junot Díaz
- Bob Drogin
- Garth Stein
- Susanna Tamaro